# 鳳地站
鳳地站（英語：Fung Tei Stop）是港鐵輕鐵車站。代號340，屬於單程車票第3收費區（北行路線是首個屬於單程車票第3收費區的車站）。車站位於青山公路－新墟段黃蜂瀝山崗東面的架空天橋上，在彩暉花園對出，為鳳地及週邊地區居民提供服務。

## 車站結構

### 車站樓層
| 天橋              | 出口 | 行人天橋往青山公路（新墟）公園、屯門河畔公園、屯門醫院 |   |  |
| 天橋              | 月台 | \| 側式 · 開左邊车门 \| \| \| \| \| \| \| \| 輕鐵614綫往元朗（兆康） 輕鐵614P綫往兆康（終點站） \| 1 \| \| \| \| 2 \| 輕鐵614綫往屯門碼頭（景峰） 輕鐵614P綫往屯門碼頭（景峰） \| \| \| \| 側式 · 開左邊车门 \| \| \| \| \| |   |  |
| 地面              | 出口 | 青山公路－新墟段、鳳地花園、彩暉花園、嶺南大學、屯門濾水廠、曡茵庭 |   |  |
| 側式 · 開左邊车门 |      | |   |  |
|                   |      | 輕鐵614綫往元朗（兆康） 輕鐵614P綫往兆康（終點站） | 1 |  |
|                   | 2    | 輕鐵614綫往屯門碼頭（景峰） 輕鐵614P綫往屯門碼頭（景峰） |   |  |
| 側式 · 開左邊车门 |      | |   |  |

### 車站月台
鳳地站位於青山公路近虎地的架空天橋上，是少數高架的輕鐵車站之一。

### 車站周邊
- 彩暉花園
- 鳳地花園
- 屯門濾水廠
- 青山公路(新墟)公園
- 屯富路紀律部隊宿舍

## 外部連結
- 港鐵公司 - 輕鐵及巴士服務 - 輕鐵街道圖 （页面存档备份，存于）
- 港鐵公司 - 輕鐵及巴士服務 - 輕鐵街道圖 （页面存档备份，存于）
- 港鐵公司 - 輕鐵及巴士服務 - 輕鐵行車時間表 （页面存档备份，存于）